# American Motor Car Company

American (Амерікен) — з 1905 року американський виробник автомобілів. Штаб-квартира розташована в місті Індіанаполіс, штат Індіана. У 1914 році компанія припинила виробництво автомобілів.

## Заснування компанії. Початок виробництва автомобілів
У 1905 році два бізнесмени — Лонгейкер і Менаско, які розбагатіли на продажу лісу на північному заході країни, вирішили інвестувати гроші в автомобільний бізнес. Вони засновують в Індіанаполісі, штат Індіана, фірму American Motor Car Company, а інженером наймають Гаррі Штутца. Перший автомобіль був побудований в січні 1906 року, це був типовий автомобіль вищого класу того часу. 35-сильний 5.5 л мотор був розроблений Штутцем, але виготовляти його взялася компанія Light Inspection Car Company з містечка Хеджерстоуна, що в тому ж штаті Індіана.

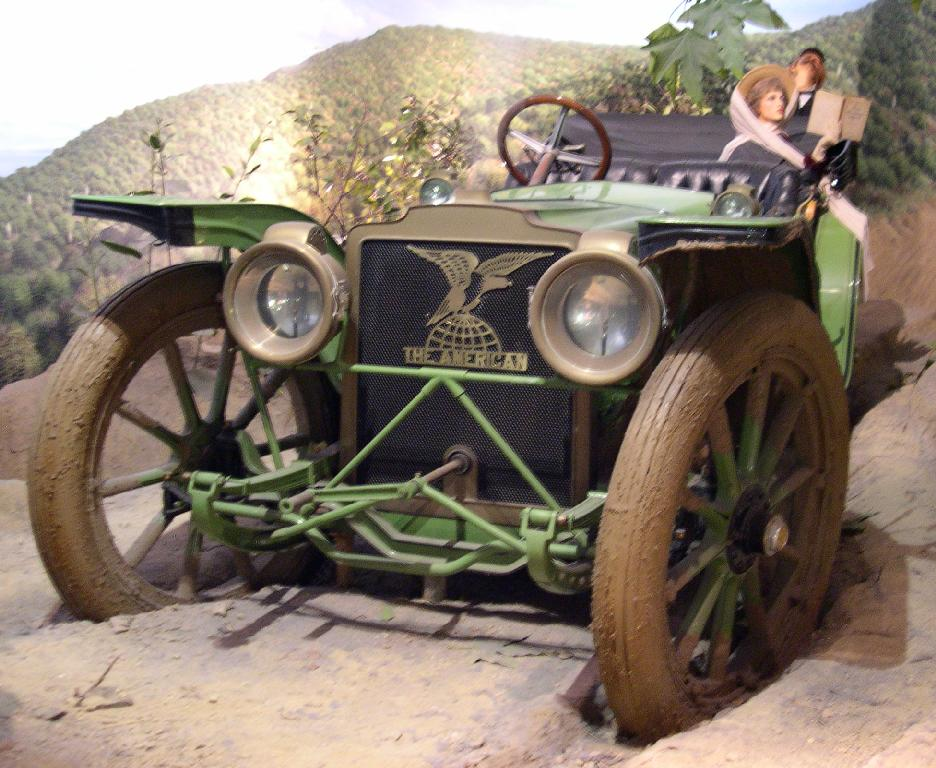
Передня підвіска American Underslung

Незабаром Штутц залишає компанію і переходить у фірму Marion Motor Car Company, а з цієї фірми Marion в компанію АМСС переходить конструктор на ім'я Фред Тон. Одного разу, коли на завод прибули шасі, виготовлені сторонньою фірмою, і їх почали вивантажувати, Тон зауважив, що вони перевернуті. Він ухопився за випадково підказану ідею, і встановив мости над рамою, тим самим отримавши більш низький центр тяжіння, по-англійськи таку схему назвали «underslung». Щоб добитися такого низького просвіту, Тон перевернув напівеліптичні ресори. Щоб захистити картер мотора від ударів, двигун встановили на спеціальний підрамник, який був вище рами, а також встановили 36" колеса, взуті в білі покришки.

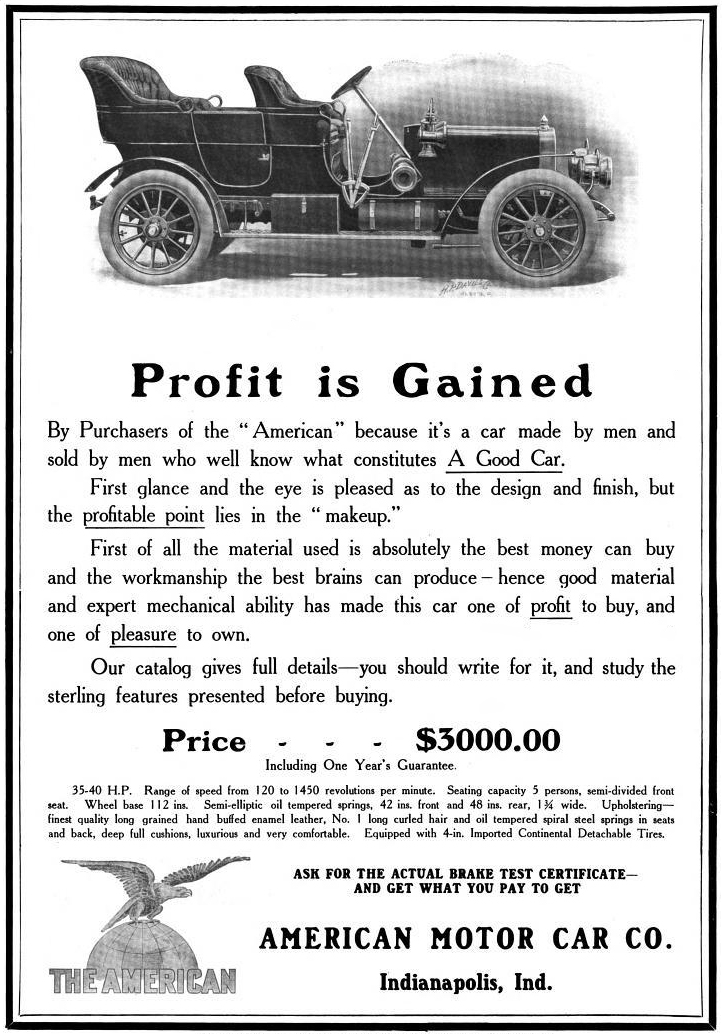
Реклама American

У листопаді 1906 року фірма анонсує на Нью-Йоркському автосалоні нову модель — Underslung Roadster, яка випускалася паралельно з фаетоном. Underslung Roadster позиціонувався як спортивний варіант, і для нього фірмою Teetor-Hartley Motor Company був підготовлений більш потужний 6.4 л 40-сильний мотор, який з'єднали з 3-ступінчастою коробкою передач, база коліс в порівнянні з фаетоном була значно вкорочена. Головним рекламним лейтмотивом стало гасло «Найбезпечніший автомобіль в світі».
У 1908 році з'явився 7.8 л 50-сильний мотор, фірма вирішує виставити свій 50-сильний родстер на Savannah Challenge Cup — ралі, які проходили в штаті Джорджія, проте низька рама послужила в цих ралі погану роль, оскільки дорожні умови були погані, і заводський гонщик сильно пошкодив підрамник мотора. Тому, щоб взагалі дійти до фінішу, довелося не ризикувати, і машина прийшла до фінішу останньою, після чого керівництво компанії вирішило не виставляти свої машини на змагання. Але не тільки низька рама була причиною програшу, 50-сильного мотора теж було явно мало для конкуренції зі спеціально підготовленими для спорту автомобілями. Хоча під час гонок по прямій один з дилерів марки пройшов милю всього 45 секунд, що було рекордним показником в той час для автомобіля такого класу. До 1909 року фірма пропонувала вже три варіанти кузова на шасі «underslung»: Roadster, Speedster і 4-місний Touring, а також чотири варіанти кузова на звичайній рамі моделі Tourist: турінг, купе, таун-кар і закритий лімузин.

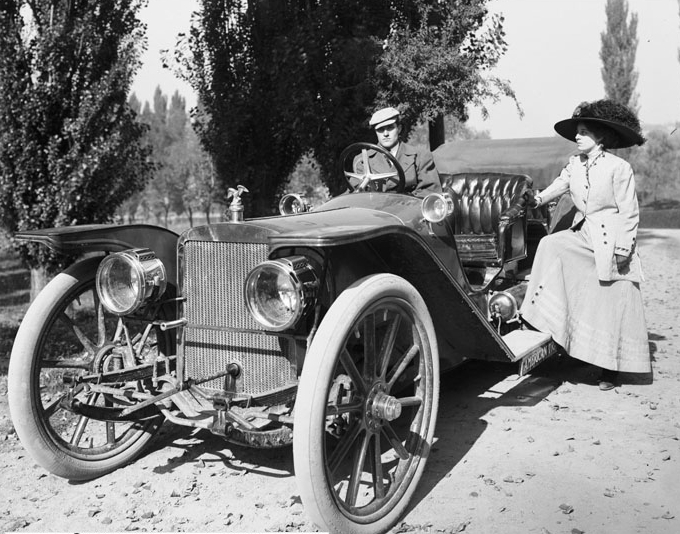
American Underslung Traveler

У 1910 році потужність мотора підвищується до 60 к.с. завдяки зміненій системі змащення і збільшеному ходу поршня, тепер об'єм двигуна дорівнював 8.1 л. Незабаром компанія стикається з фінансовими труднощами, ажіотаж навколо машини пройшов, і збут впав до 300 автомобілів за 1910 рік, оскільки середня ціна машини була досить дорогою, вона становила 4000 доларів. У січні 1911 року фірму викуповує великий автомобільний підприємець на прізвище Хендлі, він перейменовує компанію в American Motors Company (АМС), сам він стає президентом компанії, Лонгейкер стає головою ради директорів, а Менаско — віце-президентом. Новий бос вирішує переглянути цінову політику, він знижує ціни на продукцію, попутно виводячи на ринок три нові моделі: American Scout — родстер на укороченій базі underslung (2.66 м), ця машина оснащувалася 3.2 л 23-сильним мотором і 36" колесами; новий Tourist з базою в 2.99 м, з 5.2 л 32-сильним мотором і 37" колесами, коштував цей автомобіль $ 2450, що було на $ 1000 більше ніж, ніж просили за Scout, оснащувався він кузовами типу родстер і турінг; а третім автомобілем став топовий Traveler з базою коліс в 3.15 м. Коштував Traveler на $ 2000 дорожче, ніж «Tourist», ця модель оснащувалася двома типами кузовів (5- і 7-місний турінг), 8.1 л мотором, який був дефорсований до 50 к.с., і 4-ступінчастою коробкою передач, а також 41" колесами. Оскільки всі три моделі були побудовані лише на низькій рамі, то Хендлі вирішив з 1912 року продавати машини під маркою American Underslung, рекламуючи їх як «Автомобіль для розбірливого покупця».

## Автомобілі American Underslung

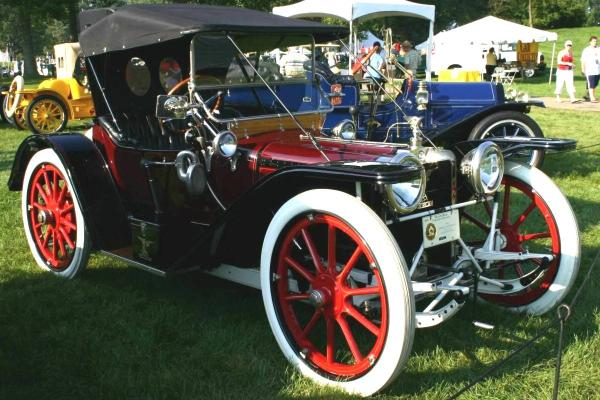
American Underslung Scout Type 22А

На автомобілі 1913 модельного ряду було оголошено в базовому оснащенні наявність електричного стартера і фар, модель Scout отримала на вибір два мотори: 3.6 л, який видавав ті ж 22 к.с. (Series 22A) і 4.1 л 25-сильний для Series 22B, мотор моделі Tourist залишився колишнім, тільки модель Tourist отримала додатковий індекс — Series 34A, модель Traveler тепер мала теж два варіанти: Series 54A і Series 56A, які відрізнялися тільки довжиною бази, другий варіант був розтягнутий до 3.55 м. Це покоління автомобілів позбулося своєї фірмової фішки — білих покришок.
У квітні 1913 року був анонсований 6-циліндровий мотор для модельного ряду 1914 року, 7.7 л мотор, який видавав всього 43 к.с., стали пропонувати для моделей, що отримали назву Series 6-44 і Series 6-46, обидві моделі оснащувалися тільки двома типами кузовів: родстер і турінг, і розрізнялися тільки довжиною бази (3.15 м і 3.55 м), коробка передач стала 4-ступінчастою. Ще однією моделлю, яка була анонсована для 1914 року, була Series 32A, вона випускалася тільки у варіанті родстер, 4.1 л 4-циліндровий мотор був форсований до 32 к.с., а розмістили його на шасі, довжиною 2.99 м, які раніше використовувалися для моделі Tourist, тим самим назви Scout, Tourist і Traveler були скасовані. Управління цими автомобілями викликало деякі складнощі, оскільки, наприклад, важіль КПП знаходився в щілині між ногами водія і правим бортом кузова, при цьому машина спокійно розганялась до 90 км/год.

## Припинення виробництва автомобілів. Закриття компанії
Однак поява цих моделей випала на невдалий момент, країна не оговталася від весняних паводків, які прийняли катастрофічні масштаби. До того ж на ринку за ті ж гроші пропонувалися більш потужні і швидкі автомобілі, а за рахунок тільки інноваційної рами конкурувати було вже складно, і в підсумку через відсутність збуту фірма стала терпіти збитки. Незабаром на роль генерального директора був найнятий економіст Френк Сміт, який повинен був розрулити ситуацію з боргами, але в листопаді 1913 року він змушений був оголосити про банкрутство підприємства. Федеральний суд робить наступником фірми Сміта, який навесні 1914 року припиняє виробництво «Самих люксових американських автомобілів», яких до того моменту було випущено близько 45 тисяч примірників.
Автомобілі з мостами, встановленими над рамою, були призабуті, і другий їх наступ на ринку відбувся тільки в 1930 році, коли британська фірма Invicta представила свою модель S-type з «низькою рамою».

## Список автомобілів American
- 1906 — American Tourist
  - American Underslung
- 1911 — American Scout
  - American Traveler

## Список автомобілів American Underslung
- 1912 — American Underslung Scout
  - American Underslung Tourist
  - American Underslung Traveler
- 1913 — American Underslung Series 6-44
  - American Underslung Series 6-46
  - American Underslung Series 32A